# Nicotianoideae
Nicotianoideae je potporodica  pomoćnica, dio reda Solanales. Sastoji se od dva tribusa, sa ukupno osam rodova i preko 120 vrsta u Americi, Africi i Australiji.
Najvažniji rod je duhan, Nicotiana.

## Tribusi i rodovi
1. Subfamilia Nicotianoideae Miers
  1. Tribus Nicotianeae Dumort.
    1. Nicotiana L. (86 spp.)

  2. Tribus Anthocercideae G. Don
    1. Symonanthus Haegi (2 spp.)
    2. Anthocercis Labill. (10 spp.)
    3. Duboisia R. Br. (4 spp.)
    4. Cyphanthera Miers (8 spp.)
    5. Crenidium Haegi (1 sp.)
    6. Anthotroche Endl. (3 spp.)
    7. Grammosolen Haegi (4 spp.)